# Крайна (Підкарпатське воєводство)

Церква Благовіщення у с. Крайна, гміна Бірча, споруджена у 1882, зруйнована у 1955 р.

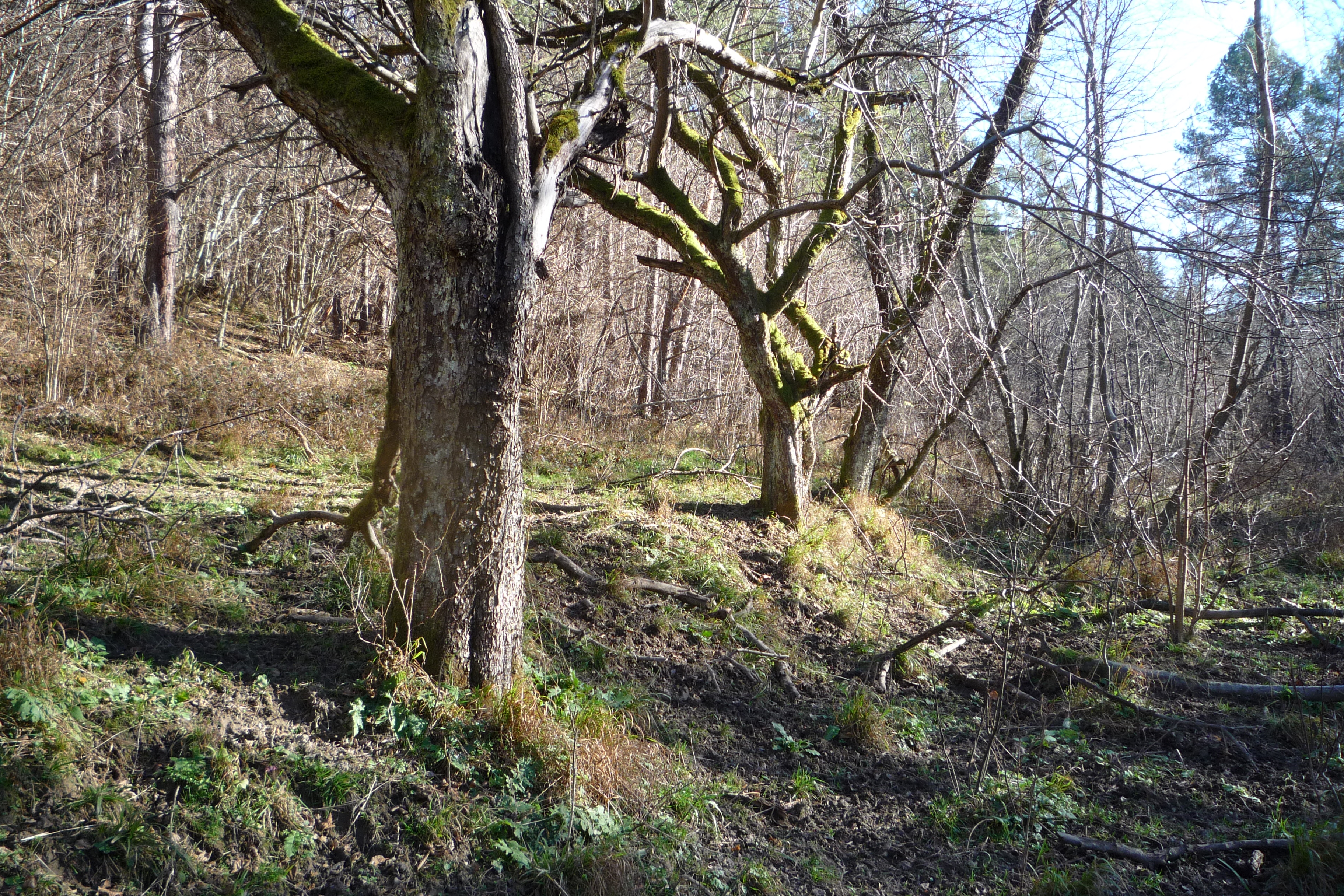
Крайна-дерева

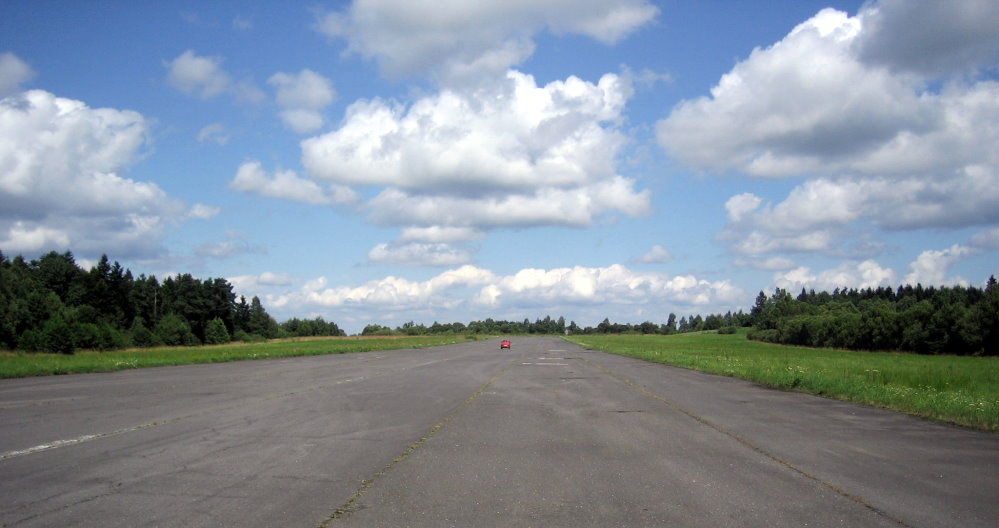
Летовище Крайна

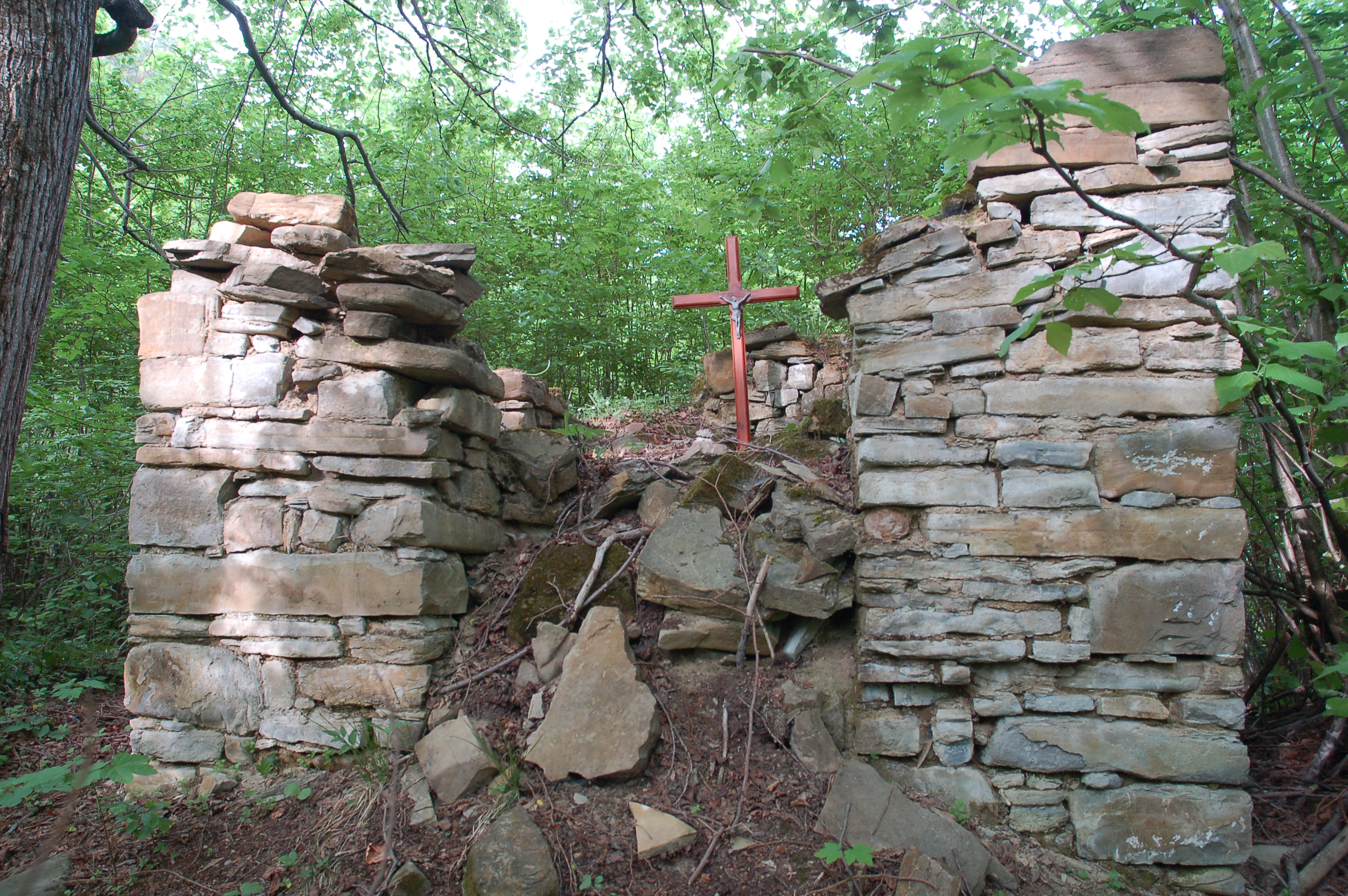
Напівзруйнована капличка в селі Крайна

Крайна (пол. Krajna) — село в гміні Бірча Перемишльського повіту в Підкарпатському воєводстві на південному сході Польщі.

## Географія
Село розташоване на відстані 5 кілометрів на південний схід від центру гміни села Бірчі, 22 кілометри на південний захід від центру повіту міста Перемишля і 56 кілометрів на південний схід від столиці воєводства — міста Ряшіва.

## Історія
В XI-XIII століттях на цих землях існувало Перемишльське руське князівство зі столицею в Перемишлі, яке входило до складу Галицького князівства, а пізніше Галицько-Волинського князівства.
Після захоплення цих земель Польщею територія в 1340–1772 роках входила до складу Перемишльської землі Руського воєводства Королівства Польського.
Село було засноване в 16 столітті як один з останніх населених пунктів так званого Риботицького ключа.
В 1772 році внаслідок першого поділу Польщі село Крайна відійшло до імперії Габсбургів.
Останній власник, Павел Тижковський (пол. Paweł Tyszkowski), на початку 20 століття записав права на село Польській академії знань у Кракові.
Після розпаду Австро-Угорщини і утворення Другої Речі Посполитої це село Надсяння, як й інші етнічні українські території (Лемківщина, Підляшшя, Сокальщина, Равщина і Холмщина), опинилося по польському боці розмежування, що було закріплено в Ризькому мирному договорі 1921 року. В тому ж таки 1921 році село Крайна налічувало 46 будинків та 279 мешканців, з яких 250 греко-католиків, 14 римо-католиків та 15 юдеїв.
На 1.01.1939 в селі було 330 жителів, з них 305 українців-грекокатоликів, 10 українців-римокатоликів, 15 євреїв. Село входило до ґміни Бірча Добромильського повіту Львівського воєводства.
Після нападу 1 вересня 1939 року Третього Рейху на Польщу й початку Другої світової війни та вторгнення СРСР до Польщі 17 вересня 1939 року Крайна, що знаходиться на правому, східному березі Сяну, разом з іншими навколишніми селами відійшла до СРСР і ввійшла до складу Бірчанського району (районний центр — Бірча) утвореної 27 листопада 1939 року Дрогобицької області УРСР (обласний центр — місто Дрогобич).
З початком німецько-радянської війни село вже в перший тиждень було зайняте військами вермахту.
В кінці липня 1944 року село було зайняте Червоною Армією.
13 серпня розпочато мобілізацію українського населення Дрогобицької області до Червоної Армії (облвоєнком — підполковник Карличев).
В березні 1945 року Крайна, як і весь Бірчанський район з районним центром Бірча, Ліськівський район з районним центром Лісько та західна частина Перемишльського району включно з містом Перемишль зі складу Дрогобицької області передані Польщі.
Москва підписала й 16 серпня 1945 року опублікувала офіційно договір з Польщею про встановлення лінії Керзона українсько-польським кордоном та, незважаючи на бажання українців залишитись на рідній землі, про передбачене «добровільне» виселення приблизно одного мільйона українців з «Закерзоння», тобто Підляшшя, Холмщини, Надсяння і Лемківщини.,
Розпочалося виселення українців з рідної землі. Проводячи депортацію, уряд Польщі, як і уряд СРСР, керувалися Угодою між цими державами, підписаною в Любліні 9 вересня 1944 року, але, незважаючи на текст угоди, у якому наголошувалось, що «Евакуації підлягають лише ті з перелічених (…) осіб, які виявили своє бажання евакуюватися і щодо прийняття яких є згода Уряду Української РСР і Польського Комітету Національного Визволення. Евакуація є добровільною і тому примус не може бути застосований ні прямо, ні посередньо. Бажання евакуйованих може бути висловлено як усно, так і подано на письмі.», виселення було примусовим і з застосуванням військових підрозділів.
Відомо що деякі родини цього села були переселені до с.Богданівка, Підволочиського району, Тернопільської обл.,  деякі родини було виселено в Челябінську обл. РФ та Казахстан, а саме м.Караганда.
Українське населення села, якому вдалося уникнути депортації до СРСР, попало в 1947 році під етнічну чистку під час проведення Операції «Вісла» і було виселено на ті території у західній та північній частині польської держави, що до 1945 належали Німеччині.
Знищені будівлі села Крайна та місце, на якому знаходилась церква, збудована в 1882 році, заростають лісом.
На північний захід від давнього села для потреб Центру Відпочинку Установи Ради Міністрів Польщі в Арламові збудовано Летовище Крайна (пол. Lotnisko Krajna).
Отець Гамівка Павло
парох села Лімна ( до якого належала парафія с.Крайна ),  Бірчанський деканат.Народився 10. 07. 1890 р., рукоположений 1916 р., інстальований 1924 р., одружений.
1916-1919 – сотрудник м. Сянік, Сяніцький деканат.
1919-1924 – адміністратор с. Грозьова, Бірчанський деканат.
1924-(1939) – парох с. Лімна, Бірчанський деканат.
(1939)-1947 – парох с. Лімна, Бірчанський деканат,
– декан Бірчанського деканату,
– перебування в слідчій тюрмі в Перемишлі,
– депортований на західні землі Польщі до Плот, воєв. Щецінське.
1947-1957 – працював рільником на господарстві та книговодом у місцевій молочарні.
1957-1968 – допомагав служити в греко-католицькому обряді о. В. Боровцеві в:
м. Грифіце, воєв. Щецінське,
м. Тшеб'ятів,
с. Кожистно.
У 1947 році навесні арештований польським військом й ув'язнений у слідчій тюрмі в Перемишлі. Після тяжких тортур по якомусь часі звільнений, а точніше, викуплений. Обставини арешту о. П. Гамівки: Син о. Павла, Ярослав Гамівка, займав доволі високий пост в УПА. Був фінансовим референтом в І окрузі ОУН. З тої причини о. Павло відчував постійну загрозу з боку польського війська, тому й робив усе, щоб себе й родину оберегти. Він перебрався за селянина й цілими днями робив сніпки по стодолах для обшивання будинків. Виявлений якимось хлопцем польському війську, був тяжко побитий і ув'язнений у Перемишлі. По кількох місяцях викупила його родина й парафіяни за 40 тис. золотих. Такі практики тоді бували. Після виходу на волю о. Павлові дозволено короткий час служити в покиненій церкві в Тростянці в римо-католицькому обряді для польського війська, яке там таборувало. Незабаром о. П. Гамівку депортували з дружиною й дочкою на західні землі Польщі до м. Плоти, воєводство Щецінське. Там він отримав господарство, на якому працював як рільник. Коли відродилася Греко-Католицька Церква на Щецінщині, допомагав о. В. Боровцеві обслуговувати станиці в Тшеб'ятові, Грифіцах і Кожистнім.о. П. Гамівка аж до своєї смерті переживав велику особисту й родинну трагедію, пов'язану з сином Ярославом. Помер 19 грудня 1968 року в Плотах на Щецінщині. Там і похований.

## Населення
- 1921 — 279 мешканців, з яких 250 греко-католиків (майже 90 %), 14 римо-католиків та 15 юдеїв (по 5 %).
- 2012 — 0